# Gábor Jolie
Gábor Jolie (angolul: Jolie Gabor), alias Szigethy grófnő, született Tilleman Janka (Budapest, 1896. szeptember 30. – Palm Springs, Kalifornia, 1997. április 1.) magyar születésű amerikai társasági hölgy, Gábor Magda, Gábor Zsazsa és Gábor Éva színésznők édesanyja.

## Család
Apja Tilleman Hersch Jona (Tilleman Schie és Grossman Schneidel fia), anyja Reinharz Feige Chave Franceska (Reinhartz Eiseg és Stein Dorottya lánya), galíciai zsidók. Apja utónevét később Josefre változtatta.
Idővel a Reinharz család ékszerüzletet nyitott Bécsben; ezt követően Gábor szülei is megnyitották anyja nagybátyja segítségével budapesti ékszerüzletüket, a "Gyémánt házat", a Rákóczi utca 54. szám alatt. Gábor anyja, Franceska, apja halála után rövid ideig felesége volt dr. Kende Miksa orvosnak.
Gábor testvére, Tilleman Szebasztian lánya, az 1931-ben született Tilleman Anett nagynénje, aki Budapesten született, eredeti nevén Lantos Péter Tamáshoz, Tom Lantos későbbi amerikai képviselőhöz ment feleségül. Tom Lantos, az egyetlen holokauszttúlélő, aki az Egyesült Államok képviselőházának valaha is tagja volt. Tilleman Szebasztian és édesanyja, a Tilleman matriarcha, Franceska egy, a szövetségesek által 1944-ben végrehajtott budapesti bombatámadás során vesztették életüket.
Ami a születési nevét, a Jankát illeti, Gábor ezt azzal magyarázta, hogy a szülei már annyira akartak egy kisfiút, hogy őt Jancsinak nevezték el, s ebből lett a Janka név, ami férfi és női névként is használható. Végül ez került a születési bizonyítványába. Az öt életben maradt gyermek közül Janka a középső volt. Volt két nővére, Dora és Eugénia ("Zseni" vagy "Janette"), egy húga, Rozália ("Rozalie" becenévvel) és egy öccse, Sebestyén (Szebasztian, beceneve "Seb"). Bár Gabor 1896-ban született, azt állította, hogy 1900-ban született, egyszer pedig tréfálkozva kijelentette, hogy annyit hazudott erről már korában, hogy nem is emlékszik a tényleges születési idejére.
A New York Times nekrológjában szülési évként 1900 szerepelt. Születési anyakönyvi kivonata azonban azt igazolja, hogy születési éve 1896 volt. A Biographic Dictionary 1987-es kiadása ugyanakkor Gábor Jolie pontos születési idejét 1896. szeptember 29-re teszi, csakúgy mint az 1959. évi Nemzetközi Hírességek Nyilvántartása.

## Karrier
Az 1930-as években Jolie Budapesten megnyitotta meg a Crystellót, egy kristály- és porcelánboltot, csakúgy, mint a Jolie's kézimunka-ruha-ékszerüzletet a budapesti Kígyó utcában; emellett ugyanazon a néven létrehozta üzletének másik fiókját Győrben.  Végül öt ilyen üzlet működött a budapesti térségben.  A cég ékszerei között féldrágaköveket is kínáltak, melyek hagyományos megmunkálásuk miatt vivtak ki csodálatot. "Csakúgy, mint a ahogy a Bulgari Rómában ismert, annyira voltam én is ismert Budapesten" - mondta Jolie egyszer. "A Jolie's üzletek annyira jól mentek, hogy ünnepnapokon kívül sorban álltak előttük, és várták, mikor jön ki valaki, hogy beférjenek. A németországi nácizmus kialakulása arra késztette, hogy üzleteit visszafogja. Gabor emlékeztette: "Mindenki azt mondta, hogy  Jolie megőrült, hogy most jár Berlinbe és Lipcsébe ékszerekért. Soha többé nem mentem."
Amikor Magyarországot a németek megszállták, kénytelen volt bezárni az üzleteket, ekkor ő és több családtagja Portugáliába menekült. Carlos Sampaio Garrido magyarországi portugál nagykövet segítette őket - állítólag Gabor lánya, Magda a bejárónője, vagy a szeretője volt . A nagykövet 1944-ben sok magyar zsidónak biztosított utat a meneküléshez. A Vanity Fair 2001-ben írt cikke azt állította, hogy Sampaio segítségével a család "... lelkesen távozott az országból ..."  Öccse, Sebestyén (vagy Szebasztián), aki szintén ékszerész volt, 1942 elejétől a háború egyrészét munkatáborban töltötte, majd – a korábban említett módon - vele és a Gábor testvérek édesanyjával, Franceskával egy bombatámadás végzett a második világháborúban, 1944-ben.
Gábor 1945. december 30-ánérkezett az Egyesült Államokba. Lányaitól 7200 dollárt kölcsönözve, 1946-ban New Yorkban (egyszerűen Jolie Gabor néven) sikeres ékszerüzletet nyitott. Ezt később a Madison Avenue 699-re költöztette. Gábor később a kaliforniai Palm Springsben is üzletet nyitott. A cég tervezői közé tartozott Elsa Beck és Stephen Kelen d'Oxylion éppúgy, mint saját lánya, Magda. Egyik eladónője Evangelia Callas, a későbbi operadíva, Maria Callas anyja volt. Csaknem 80 évesen, Jolie a Keene Lecture Bureau-val motivációs előadóként írt alá szerződést. Az országot járva a szépség és a női erő közti kapcsolatról tartott előadásokat.

## Publikációk
Gábor két könyvhöz kölcsönözte a nevét:
- Jolie Gabor (Mason Charton, 1975), Cindy Adams újságíró és a család barátja által készített memoár. Gábor 1972-ben kereste meg Adamsot, hogy írja meg a könyvet, annak ellenére, hogy attól tartott, hogy az a lányainak nem tetszik majd. "Biztos vagyok benne, abból egy igazi magyar tragédia lesz, ha majd elolvassák" - mondta Adamsnak. "A férjem kidob , és a lányaim pedig nem fognak beszélni velem."[35] A könyv kapcsán Gábor azt mondta egy másik újságírónak: "Egy nő mindig tehet valamit. Új frizurát készíttethet és új sminket találhat ki. Ha az orrával nincs megelégedve, megplasztikáztathatja. Éppen ezért írom a könyvet. Soha nem késő új kinézetet, új üzletet, új férjet, vagy új szeretőt keresni. Amikor azt gondoljuk, hogy az élet véget ért, az mindig kezdésre kész".[36]
- Jolie Gabor's Family Cookbook, (Gábor Jolie családi szakácskönyve, Thomas Y. Crowell, 1962), melyet Jean és Ted Kaufmann írt, és több mint 300 tradicionális kelet-európai receptet tartalmaz.

Darwin Porter a három híres sztárrá vált lányával és rájuk gyakorolt hatásával összefüggésben írt díjnyertes életrajzot: Those Glamorous Gabors, Bombshells from Budapest (Azok elbűvövő Gáborok, szexbombák Budapestről), Blood Moon Productions, 2013)

## Televíziós előadások
1957-ben Gábor meglepetésvendégként jelent meg a What’s My Line?” című show-műsorban. 1950-ben Gábor, mint ékszerész egy ékkövet, gemmát készített a Black Jack műsorban. Gábor 1955-ben a The Colgate Comedy Hour-ban szerepelt. 1960-ban Gábor a The Mike Wallace Interview vendége volt.

## Házasságok
- Gábor Vilmos (1876 körül [39] – 1962), magyar katonatiszt, aki ezredes rangot ért el; 1914. szeptember 13-án házasodtak össze és 1939-ben váltak el.
- Howard Peter Christman (más néven Peter Howard Christman; született: 1894. május 22. – 1986 márciusában halt meg), egy New York-i étterem igazgatója; 1947-ben házasodtak össze, majd 1948-ban váltak el.[31][40]
- Szigethy Ödön gróf (1912. július 12. – 1989. szeptember 30.), magyar menekült, Szigethi Ödön és Edmond de Szigethy néven is ismert; New York City-ben, New York-ban, 1957. március 3-án házasodtak össze. A menyasszony Livia Sylva román-amerikai divattervező ruháját viselte.[41][42] "Ő egy pénzcsináló" - mondta Szigethyről egy 1976-os interjúban. "Vigyáz rám, vigyáz az üzleti vállalkozásomra, a három házamra Floridában, New Yorkban és Connecticutben. Amikor feleségül mentem hozzá, kedvesem, fiatalabbnak nézett ki, mint én, de most már idősebbnek."[36]

## Halála
Gábor Jolie halálát megelőzte legfiatalabb lányáé, Éváé. Feltételezhető, hogy a halálhírt titokban tartották előtte. Kevesebb, mint két évvel később, a kaliforniai Palm Springsben halt meg betegségben. Ekkor 1997. április 1-jét írtak, Gábor Jolie 100 éves volt. Két hónappal Jolie halála után legidősebb lánya, Magda is meghalt. Zsazsa 2016. december 18-án, 99 éves korában halt meg. Jolie-nak egy unokája volt, Francesca Hilton (Zsazsa lánya), aki 2015-ben halt meg. A jelentések szerint Zsazsának állítólag soha nem mondták el Francesca halálát.
Gróf Szigethy Gábor Jolie-t a kaliforniai Cathedral Cityben, a Desert Memorial Parkban temette el.

## Fordítás
- Ez a szócikk részben vagy egészben  a   Gábor Jolie című angol Wikipédia-szócikk ezen változatának fordításán alapul.  Az eredeti cikk szerkesztőit annak laptörténete sorolja fel. Ez a jelzés csupán a megfogalmazás eredetét és a szerzői jogokat jelzi, nem szolgál a cikkben szereplő információk forrásmegjelöléseként.